# Faustino Sainz Muñoz
Faustino Sainz Muñoz (Almadén, província de Ciudad Real, Espanha, 5 de junho de 1937 - Madrid, 31 de outubro de 2012) foi um clérigo espanhol e diplomata da Santa Sé.

## Biografia
Faustino Sainz Muñoz estudou filosofia e teologia católica. Completou o doutorado em direito canônico na Pontifícia Universidade Lateranense de Roma. Foi ordenado sacerdote em 19 de dezembro de 1964 e foi vigário em Somosierra em 1965/66. De 1965 a 1967 lecionou Direito no Movimento Internacional de Estudantes Católicos (IMCS) da Pax Romana ICMICA e foi oficial diocesano do IMCS em 1966/67. Em 1966/67 esteve também na pastoral da paróquia madrilena Nuestra Señora de la Concepción.
Sainz ingressou no serviço diplomático da Santa Sé em 1970 e formou-se na Pontifícia Academia Eclesiástica. Ele trabalhou inicialmente nas missões papais no Senegal e na Escandinávia e no Conselho de Assuntos Públicos da Igreja da Secretaria de Estado do Vaticano. Em 1975 foi membro da delegação da Santa Sé às conversações preparatórias da Comissão para a Segurança e Cooperação na Europa (CSCE). Ele foi então responsável pelas relações com a Polônia, Hungria e mais tarde a União Soviética e a Iugoslávia na Secretaria de Estado do Vaticano. Em 1978 acompanhou o Cardeal Antonio Samorè e conseguiu evitar com sucesso um conflito militar entre Chile e Argentina (Conflito de Beagle). Em 1979 acompanhou o Papa João Paulo II em sua viagem à Polônia natal.
Em 29 de outubro de 1988, o Papa João Paulo II o nomeou Arcebispo Titular de Novaliciana e Pró-Núncio Apostólico em Cuba. O Cardeal Secretário de Estado Agostino Casaroli deu-lhe a consagração episcopal em 18 de dezembro de 1988; os co-consagradores foram o Arcebispo da Curial Maximino Romero de Lema e o Cardeal Angel Suquía Goicoechea, Arcebispo de Madri. Com seu trabalho em Cuba e as muitas conversas com Fidel Castro, ele deu uma contribuição significativa para o desenvolvimento positivo da Igreja Católica em Cuba.
Em 7 de outubro de 1992, João Paulo II o nomeou núncio apostólico no Zaire (República Democrática do Congo desde 1997). A Nunciatura Apostólica foi um santuário procurado durante o genocídio de 1994 em Ruanda. Em 21 de janeiro de 1999 foi nomeado primeiro núncio apostólico junto à União Europeia em Bruxelas; esteve significativamente envolvido no desenvolvimento da Convenção Europeia dos Direitos do Homem e do Tratado que estabelece uma Constituição para a Europa.
Em 11 de dezembro de 2004 foi nomeado Núncio Apostólico no Reino Unido. Após um pequeno derrame em 16 de maio de 2010, ele acompanhou Papa Bento XVI em Edimburgo em setembro de 2010 em sua viagem apostólica à Grã-Bretanha. Em 2 de dezembro de 2010, ele concluiu seu serviço no Reino Unido com um serviço de ação de graças na Catedral de Westminster. Papa Bento XVI aceitou sua demissão por motivos de saúde em 5 de dezembro de 2010. Ele morreu em decorrência de um tumor cerebral. Foi sepultado na igreja paroquial de Concepción de Nuestra Señora de Madrid; a cerimônia foi presidida pelo Cardeal Antonio María Rouco, Arcebispo de Madri e Presidente da Conferência Episcopal Espanhola.

Por causa de seu trabalho, Faustino Sainz gozou de grande reputação no Chile, Inglaterra e País de Gales. Ele foi premiado com um Doutorado Honorário de Direito da Universidade de Aberdeen em 2007.